# Coronilla repanda subsp. repanda
Coronilla repanda subsp. repanda, comummente conhecida como pascoinhas (nome que partilha com as espécies coronilla glauca, coronilla scorpioides e com a subespécie Coronilla repanda subsp. dura), é uma subespécie de planta com flor pertencente à família das fabáceas e ao tipo fisionómico dos terófitos.
A autoridade científica da subespécie é (Poir.) Guss., tendo sido publicada em Fl. Sicul. Syn. 2: 302 (1844).

## Etimologia
Quanto ao nome científico desta espécie:
- O nome genérico, Coronilla, provém do latim, tratando-se do diminutivo do étimo cŏrōna[7] (coroa; grinalda), significando, por isso, «coroazinha; grinaldazinha».[8]
- O epíteto específico, repanda[9], deriva do étimo latino rĕpandus[10], que significa «espraiado; espalmado».

O nome comum, «pascoinhas», é alusivo à Páscoa, festividade que coincide, grosso modo, com a  altura do ano em que esta espécie floresce.

## Distribuição
Esta espécie marca presença na orla Mediterrânea, em territórios como a Península Ibérica, Baleares, Sicília, Itália, Chipre, Palestina, Israel e Norte de África.

### Portugal
Trata-se de uma subespécie presente no território português, nomeadamente em Portugal Continental. Com efeito, marca presença no Sotavento Algarvio, no Sudeste Setentrional e em todas as zonas do Centro-sul, excepto do Centro-sul miocénico.
Em termos de naturalidade é nativa da região atrás indicada.

### Ecologia
Medra em prados e pastagens, na orla de arenados; courelas agricultadas e bermas de caminhos. Privilegia os solos de substracto arenoso, estejam eles no interior ou no litoral, sendo certo que demonstra uma maior preferência por se afastar da linha do litoral.

## Protecção
Não se encontra protegida por legislação portuguesa ou da Comunidade Europeia.